# 2007年亞洲冬季運動會越野滑雪比賽
2007年亞洲冬季運動會的越野滑雪賽事由2007年1月30日至2月3日於北大湖滑雪場舉行，共設6個小項。

## 金牌榜

### 各國金牌榜
| 排名 | 國家： | 金牌： | 銀牌： | 銅牌： | 總計 |
| 1    |        | 4      | 4      | 2      | 10   |
| 2    | 中国   | 1      | 1      | 3      | 5    |
| 3    | 日本   | 1      | 1      | 1      | 3    |

## 男子

### 15公里自由式
子條目：2007年亞洲冬季運動會越野滑雪比賽—男子15公里自由式
| 金牌：        | 銀牌：     | 銅牌： |
| 日本 恩田佑一 | 波爾托拉寧 | 科舍維 |

### 30公里自由式
子條目：2007年亞洲冬季運動會越野滑雪比賽—男子30公里自由式
| 金牌：         | 銀牌：     | 銅牌：   |
| 奥德诺德沃采夫 | 豪德雷索夫 | 戈洛夫科 |

### 4×10公里
子條目：2007年亞洲冬季運動會越野滑雪比賽—男子4×10公里
| 金牌： | 銀牌： | 銅牌： |
|        | 日本   | 中国   |

## 女子

### 10公里自由式
子條目：2007年亞洲冬季運動會越野滑雪比賽—女子10公里自由式
| 金牌：      | 銀牌：   | 銅牌：      |
| 中国 王春麗 | 科洛明娜 | 中国 侯玉霞 |

### 5公里古典式
子條目：2007年亞洲冬季運動會越野滑雪比賽—女子5公里古典式
| 金牌：   | 銀牌：   | 銅牌：      |
| 奥克萨娜 | 马拉霍娃 | 中国 王春麗 |

### 4×5公里
子條目：2007年亞洲冬季運動會越野滑雪比賽—女子4×5公里
| 金牌： | 銀牌： | 銅牌： |
|        | 中国   | 日本   |